# Oyster Bay Indian Reserve 12
Oyster Bay Indian Reserve 12 (franska: Réserve indienne Oyster Bay 12) är ett reservat i Kanada.   Det ligger i provinsen British Columbia, i den sydvästra delen av landet, 3 600 km väster om huvudstaden Ottawa.
I omgivningarna runt Oyster Bay Indian Reserve 12 växer i huvudsak barrskog. Runt Oyster Bay Indian Reserve 12 är det glesbefolkat, med 20 invånare per kvadratkilometer.